# 양주 (쓰촨성)
양주(梁州)는 현재의 쓰촨성 동부 지역과 한중 분지, 충칭 시 일대에 존재한 중국역사상의 옛 행정 구역으로 조위가 촉한을 멸망시킨 뒤 익주에서 분리 신설했다. 서위가 점령하기 전까지 일시적으로 성한이 점령한 시기를 제외하면 남북조 시대에 남조가 차지했다. 치소는 조위 때는 면양(沔陽), 서진 때는 남정(南鄭)이었다.

## 행정 구역

### 서진[1]
한중군(漢中郡) · 재동군(梓潼郡) · 광한군(廣漢郡) · 신도군(新都郡) · 부릉군(涪陵郡) · 파서군(巴西郡) · 파동군(巴東郡)

### 유송[2]
한중군(漢中郡) · 위흥군(魏興郡) · 신흥군(新興郡) · 신성군(新城郡) · 상용군(上庸郡) · 진수군(晉壽郡) · 신파군(新巴郡) · 북파서군(北巴西郡) · 북음평군(北陰平郡) · 남음평군(南陰平郡) · 파거군(巴渠郡) · 회안군(懷安郡) · 송희군(宋熙郡) · 백수군(白水郡) · 남상락군(南上洛郡) · 안강군(安康郡) · 남탕거군(南宕渠郡)

### 남제
한중군(漢中郡) · 위흥군(魏興郡) · 신흥군(新興郡) · 남신성군(南新城郡) · 상용군(上庸郡) · 진수군(晉壽郡) · 화양군(華陽郡) · 신파군(新巴郡) · 북파서군(北巴西郡) · 파거군(巴渠郡) · 회안군(懷安郡) · 송희군(宋熙郡) · 백수군(白水郡) · 남상락군(南上洛郡) · 북상락군(北上洛郡) · 안강군(安康郡) · 남탕거군(南宕渠郡)

### 수
한중시 참조.